# Le Poiré-sur-Vie

Le Poiré-sur-Vie este o comună în departamentul Vendée, Franța. În 2009 avea o populație de 7,638 de locuitori.